# Älgsjön (Björkviks socken, Södermanland)
Älgsjön är en sjö i Katrineholms kommun i Södermanland och ingår i Nyköpingsåns huvudavrinningsområde. Sjön har en area på 0,255 kvadratkilometer och ligger 44 meter över havet.

## Delavrinningsområde
Älgsjön ingår i det delavrinningsområde (652951-153179) som SMHI kallar för Utloppet av Viggaren. Medelhöjden är 50 meter över havet och ytan är 19,39 kvadratkilometer. Räknas de 5 avrinningsområdena uppströms in blir den ackumulerade arean 50,73 kvadratkilometer. Skarendalån som avvattnar avrinningsområdet har biflödesordning 2, vilket innebär att vattnet flödar genom totalt 2 vattendrag innan det når havet efter 65 kilometer. Avrinningsområdet består mestadels av skog (68 procent) och jordbruk (12 procent). Avrinningsområdet har 1,33 kvadratkilometer vattenytor vilket ger det en sjöprocent på 6,9 procent.